# Nebo (radar)
Pour l’article homonyme, voir Nebo.
Le Nebo (russe : Небо) (index Grau : 55Zh6/1L119) est un radar de contrebatterie VHF soviétique entré en service en 1986.

## Historique
Il est décliné en Nebo-U, Nebo-UM, Nebo-SV e Nebo-SVU.
- 55Zh6 Nebo : version de 1986
- 55Zh6U Nebo-U : encore en production
- 55Zh6UM Nebo-UM : version améliorée produite depuis 2017
- 55Zh6M Nebo-M : version fonctionnant dans les longueurs d'onde du mètre, du décimètre et du centimètre, détection jusqu'à six cents kilomètres[1].
- 1L13 Nebo-SV[2] : version mobile
- 1-L119 Nebo-SVU (en)

### Utilisation lors de l'invasion de l'Ukraine
Le 16 avril 2024, The Kyiv Independent et Ukrayinska Pravda affirment qu'un radar à longue portée « Nebo-U » installé dans l'oblast de Briansk a été touché par sept drones kamikazes,. Le système Nebo-U, d'une valeur de 100 millions de dollars est capable de surveiller le ciel à 700 kilomètres de profondeur en territoire ukrainien, ce qui aide les troupes russes à détecter les armes ukrainiennes et à soutenir les avions de combat larguant des bombes aériennes guidées,,.
Le 7 juillet 2025, des drones bombardiers ukrainiens lancés depuis des drones de surface navals ont bombardé, en Crimée, un radar Nebo-M russe, détruisant trois de ses composants.

## Galerie d'images

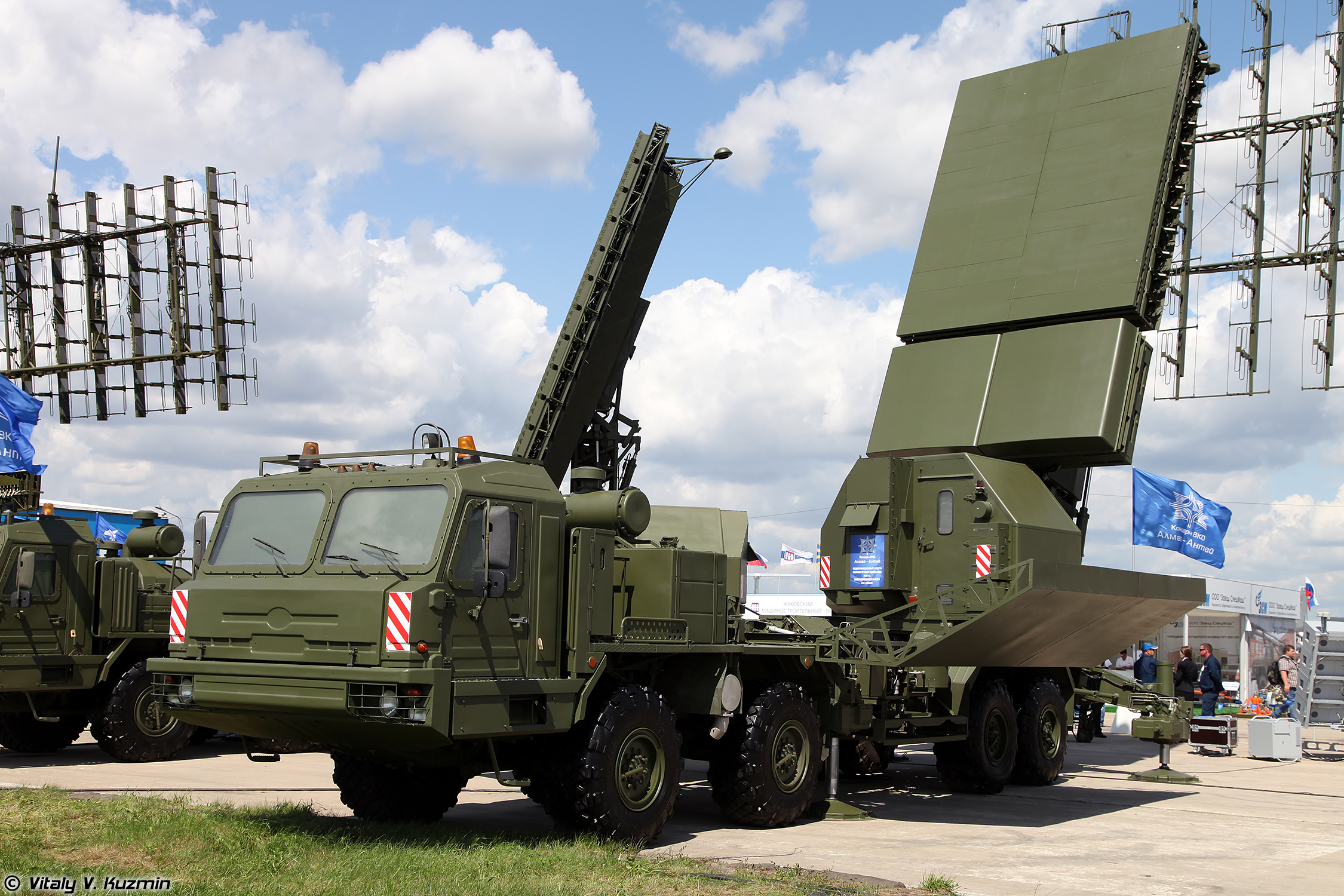
Nebo-M
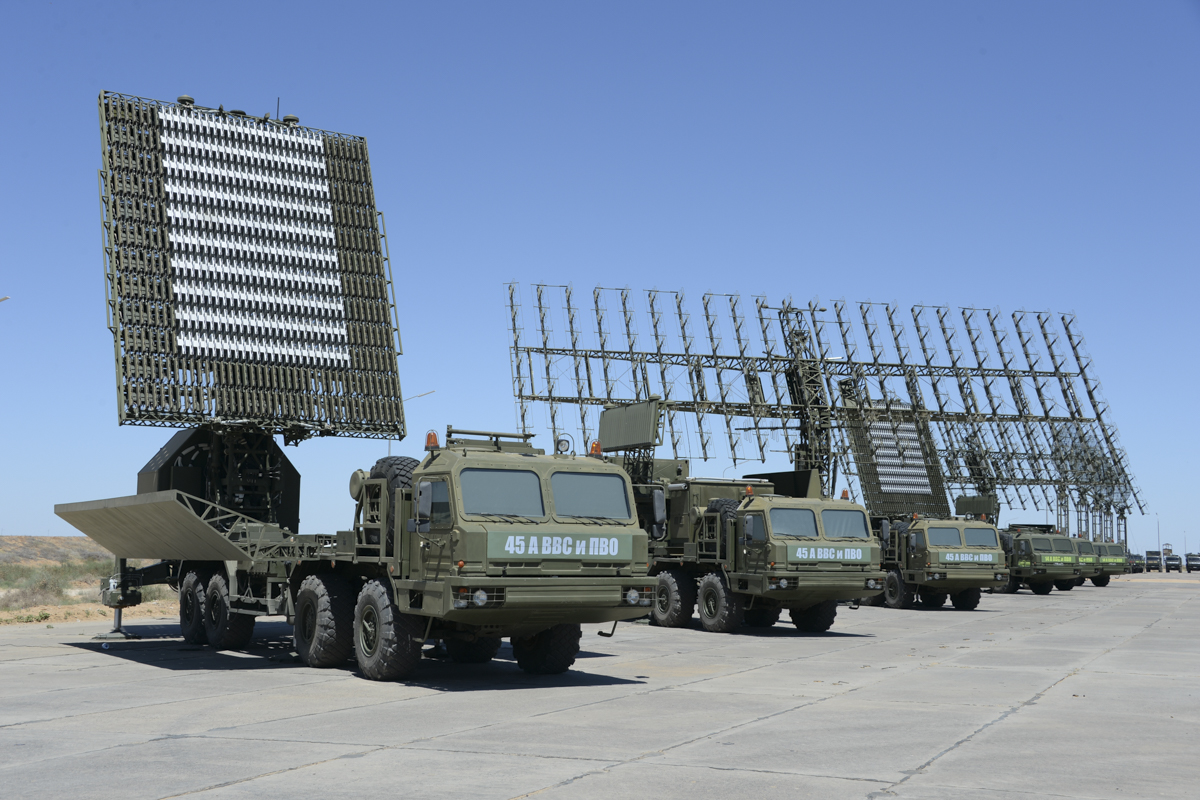
Nebo-D
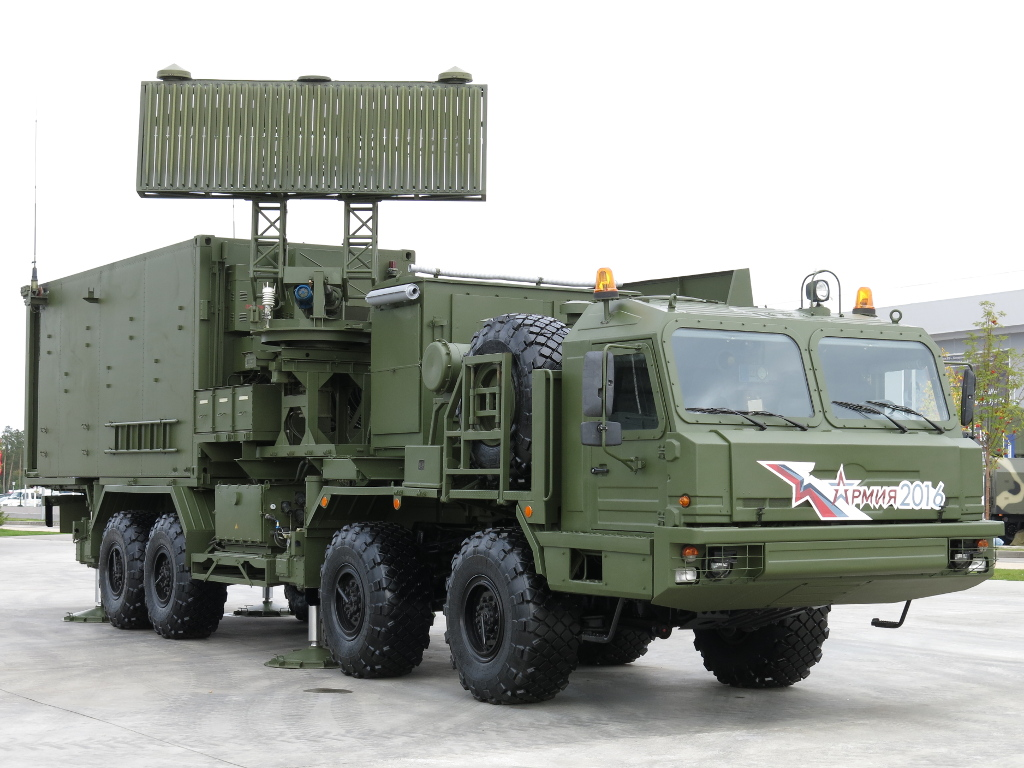
Nebo-ME